# La Puente (Uruguay)
La Puente o Lapuente es una localidad uruguaya del departamento de Rivera.

## Ubicación
La localidad se encuentra situada en la zona centro-norte del departamento de Rivera, sobre la margen este del arroyo Yaguarí, en el paso de La Puente, y sobre la ruta 29 (conocida como camino de la Sierra de Areycuá a ruta 27). Tiene acceso por ruta 29 y camino departamental que la unen a la ruta 27 a la altura del km 75.500.

## Historia
El origen de la actual localidad data de 1885, cuando en el Paso de La Puente se ubicaba el comercio de Antonio La Puente, que era posta de la diligencia que unía Rivera con Yaguarí, en comunicación con la diligencia de Cerro Largo. Allí se detenían las diligencias que iban hacia Bagé, en el año 1896.
En sus comienzos la localidad fue denominada como Yaguarí, pero con el tiempo fue cambiando y ya en 1919 era conocido como paso La Puente. El 8 de septiembre de 1982 la localidad fue declarada centro poblado por Decreto N.º 11.249, sancionado por el Intendente Municipal Coronel Raúl Mermot.

## Población
Según el censo de 2011, la localidad contaba con una población de 321 habitantes.
| 412           | 292 | 268 | 286 | 315 | 321 |
| (Fuente: INE) |     |     |     |     |     |

## Economía
Las principales fuentes laborales de la zona son la actividad arrocera y los establecimientos granjeros y ganaderos de la zona.

## Servicios
En cuanto a la educación la localidad cuenta con una escuela pública, la N.º 11, fundada el 13 de noviembre de 1886, la que brinda educación primaria y además el ciclo básico de educación secundaria. 
La localidad cuenta además con policlínica, seccional policial, sub agencia de Correos y  oficina de ANTEL.